# Höcking (Gemeinde Rainbach)
Höcking ist eine Ortschaft in der Gemeinde Rainbach im Innkreis (Bezirk Schärding, Oberösterreich) rund 4 km westlich des Gemeindehauptortes Rainbach.
Höcking hat 88 Einwohner (Stand 1. Jänner 2024) und besteht aus den zerstreuten Häusern Hanslau (440 m ü. A.), dem Wirtshaus Hanslau sowie den Einzelhöfen Gaisberger, Löffler, Steininger und Troller.

## Geschichte
Laut Adressbuch von Österreich waren im Jahr 1938 in Höcking ein Gastwirt und einige Landwirte ansässig.